# Буксирил
Буксирил (фр. Bouxurulles) насеље је и општина у североисточној Француској у региону Лорена, у департману Вогези која припада префектури Епинал.
По подацима из 2011. године у општини је живело 148 становника, а густина насељености је износила 22,09 становника/km². Општина се простире на површини од 6,7 km². Налази се на средњој надморској висини од 350 метара (максималној 402 m, а минималној 282 m).

## Демографија
| 1962. | 1968. | 1975. | 1982. | 1990. | 1999. | 2011. |
| ----- | ----- | ----- | ----- | ----- | ----- | ----- |
| 149   | 151   | 106   | 105   | 124   | 149   | 148   |

График промене броја становника у току последњих година